# 8985 Tula
För andra betydelser, se Tula (olika betydelser).
8985 Tula eller 1978 PV3 är en asteroid i huvudbältet som upptäcktes den 9 augusti 1978 av det rysk-sovjetiska astronomparet Nikolaj och Ljudmila Tjernych vid Krims astrofysiska observatorium på Krim. Den har fått sitt namn efter den då sovjetiska staden Tula.
Asteroiden har en diameter på ungefär 3 kilometer.